# USS Washington (BB-56)
USS Washington (BB-56) – amerykański pancernik typu North Carolina. Był trzecim okrętem United States Navy nazwanym od stanu Washington. Został zwodowany 1 czerwca 1940 roku w stoczni Philadelphia Naval Shipyard i przyjęty do służby 15 maja 1941 roku.
Między marcem a lipcem 1942 roku działał wraz z brytyjską Home Fleet na Atlantyku. Dwukrotnie osłaniał wówczas konwoje arktyczne płynące do Murmańska, był wtedy także jednym z okrętów wycofanych z eskorty tragicznie zakończonego konwoju PQ-17.
Przeniesiony następnie na Pacyfik, 15 listopada 1942 roku „Washington” stanowił trzon amerykańskiego zespołu nawodnego skierowanego do przechwycenia japońskich okrętów liniowych zmierzających ku Guadalcanalowi. W II bitwie pod Guadalcanalem, Dzięki wykorzystaniu radaru amerykański okręt wykrył japoński pancernik „Kirishima” w odległości 10 mil morskich, i zatopił go kierowanym za pomoca radaru ogniem swojej artylerii głównej.
Okręt wspierał następnie lądowania na wyspach Pacyfiku oraz uczestniczył w rajdach amerykańskich lotniskowców w uderzeniach na terytoria zajmowane przez Japonię. Po zakończeniu wojny jednostka uczestniczyła w transporciej amerykańskich żołnierzy powracających z Europy, a 27 czerwca 1947 roku została wycofana ze służby i przeniesiona do rezerwy.

## Geneza i budowa
Ostatni z dwóch amerykańskich pancerników traktatowych został zbudowany po wygaśnięciu pauzy w budowie okrętów tej klasy przewidzianej traktatem waszyngtońskim z 1922 roku. Druga jednostka typu North Carolina wciąż jednak podlegała ograniczeniom konstrukcyjnym narzuconym tym traktatem, w tym przede wszystkim ograniczeniu wyporności standardowej do 35 000 ton standardowych oraz ograniczeniu maksymalnego kalibru dział artylerii głównej do 406 mm.

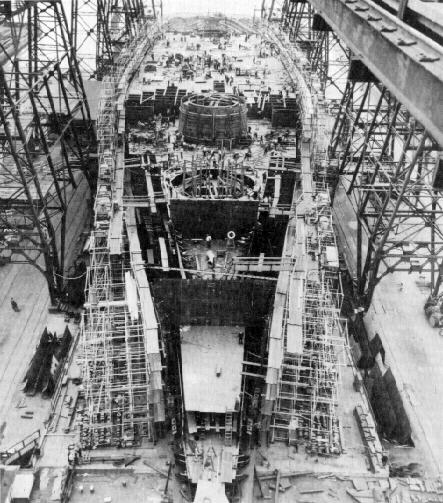
„Washington” w budowie

Podobnie jak jego bliźniacza USS „North Carolina” (BB-55), „Washington” został zbudowany w ramach programu Battleship 1937 (Pancernik 1937), według ukończonego w 1936 roku projektu oznaczonego jako „Schemat XVI”. Podobnie też jak w przypadku „North Caroliny”, jego artylerię główną stanowić miało początkowo 12 dział kalibru 14 cali (356 mm), w trzech wieżach – dwóch w przedniej części okrętu przed nabudówką, i jednej w części rufowej, za dużym pojedynczym kominem.
Budowa drugiego pancernika nowego typu – za cenę 36,6 mln dolarów bez uwzględnienia kosztów pancerza i uzbrojenia – została powierzona stoczni Philadelphia Naval Shipyard. W listopadzie 1937 roku, już po położeniu w stoczni New York Navy Yard stępki pod pierwszą jednostkę nowego typu („North Carolinę”), dokonano istotnych zmian projektu. Odmowa podpisania II traktatu londyńskiego z 1936 roku przez Japonię, budowa okrętów z działami 380 mm przez Niemcy, Francję i Włochy, a także informacje wywiadowcze o budowie jednostek z działami 406 mm przez Japonię spowodowały, że dowództwo marynarki amerykańskiej podjęło decyzję o uzbrojeniu nowych okrętów w działa 406 mm. Postępujący rozwój technologiczny w przemyśle stoczniowym umożliwiał rozszerzone stosowanie spawania przy budowie okrętu, co pozwalało na zaoszczędzenie masy i ulepszenie strukturalnej integralności jednostki. Spawanie wiązało się jednak wówczas ze wzrostem kosztów i spowolnieniem budowy, toteż zdecydowano się na połączenie głównych elementów struktury przez nitowanie, jedynie drugoplanowe elementy strukturalne były spawane.

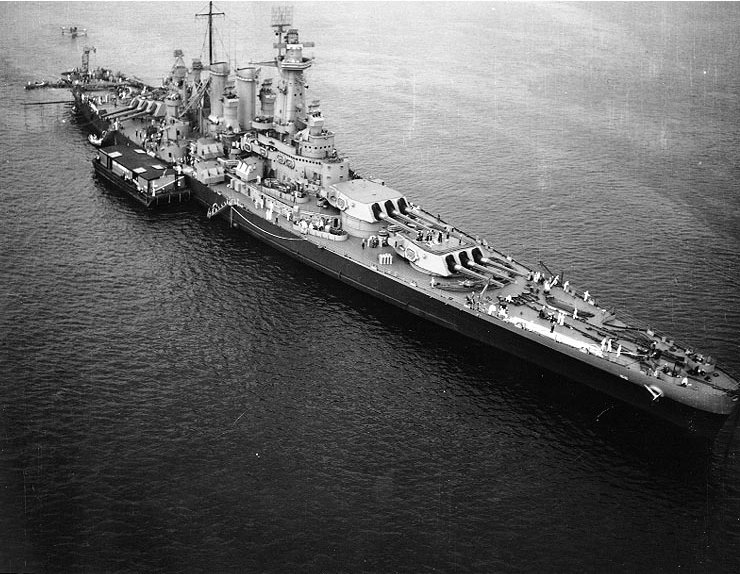
Gładkopokładowy USS „Washington” (BB-56) miał bardzo opływową sylwetkę, jednak po zmianie kalibru dział w projekcie dodano także drugi komin

Ostatecznie, stępkę pod USS „Washington” (BB-56) położono 14 czerwca 1938 roku, rozpoczynając jego budowę wg częściowo zmodyfikowanego projektu w Filadelfii, gdzie okręt zwodowano 1 czerwca 1940 roku. Po wyposażeniu jednostki i przejściu niezbędnych testów, USS „Washington” (BB-56) wszedł do służby w United States Navy 15 maja 1941 roku, zaś pierwszy rejs operacyjny rozpoczął 27 marca 1942 roku. Jednostka weszła początkowo do służby jako okręt flagowy 6. dywizjonu pancerników z obszarem operacyjnym na Wschodnim Wybrzeżu i Karaibach.

## Konstrukcja

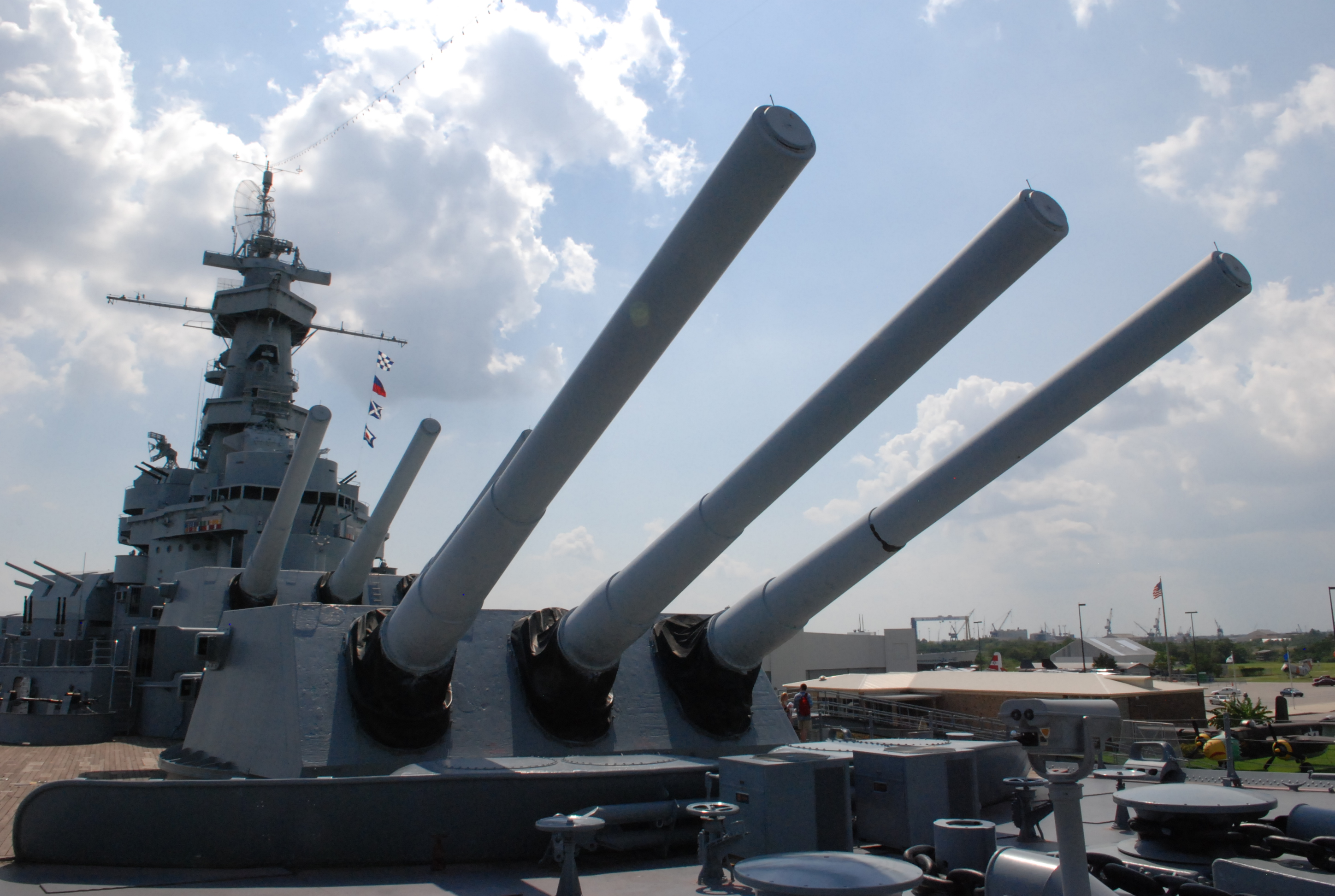
Zastosowane na „Washingtonie” działa 406 mm L/45 Mark 6 w potrójnej wieży na USS „Alabama” (BB-60)

„Washington” miał konstrukcję w większości nitowaną, z jedynie około 30% połączeń spawanych. 2 lutego 1941 roku wyporność okrętu pustego wynosiła 34 708 ton standardowych (ts), wyporność pełna 43 288 ts, zaś optymalna wyporność bojowa 43 288 ts. Skutkiem wzmacniania uzbrojenia jednostki jej wyporność wzrastała, osiągając 36 600 ts wyporności standardowej w 1942 roku, po zakończeniu zaś działań bojowych – 20 sierpnia 1945 roku – wyporność pełna wynosiła 45 370 ton standardowych.

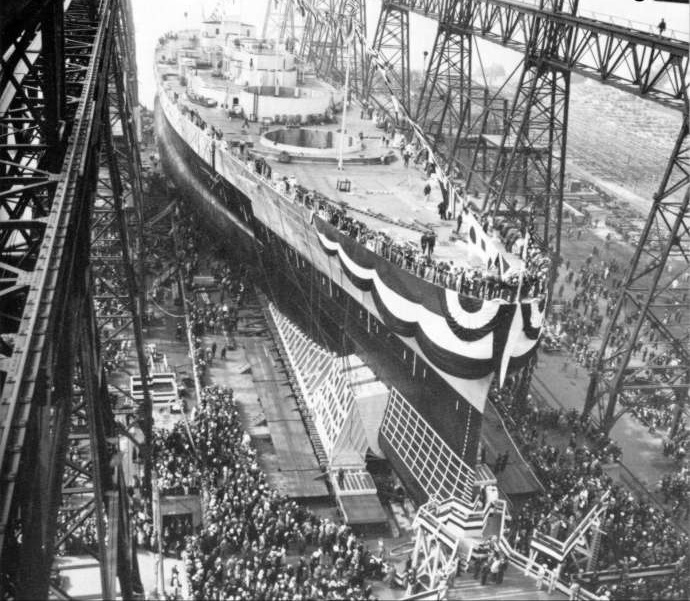
Ceremonia wodowania kadłuba USS „Washington” (BB-56) 1 czerwca 1940 roku

Jednostka była okrętem z pokładem gładkim i opływową linią nadbudówki, co czyniło ją okrętem elegantszym od swoich poprzedników. Zrezygnowano między innymi z cechujących wcześniejsze pancerniki rodziny Standard wysoko umieszczonego wydatnego pomostu, ciężkiego masztu głównego i artylerii pomocniczej w kazamatach. Z uwagi na budowę okrętu przez inną stocznię, okręt różnił się nieznacznie wymiarami od swojej jednostki bliźniaczej, osiągając 222,24 metra długości całkowitej i 217,52 metra na linii wodnej. Maksymalna szerokość „Washingtona” wynosiła 33 metry, na linii wodnej zaś 31,85 metra. Zanurzenie średnie przy wyporności 42 329 ts wynosiło 9,66 metra, natomiast zanurzenie maksymalne okrętu 10,59 metra. Wysokość wolnej burty na dziobie wynosiła 8,94 metra, na rufie zaś 5,89 metra. Powierzchnia zwilżona kadłuba wynosiła 8761 m².
Podobnie jak w przypadku jednostki prototypowej, system ochrony „Washingtona” zaprojektowany został do wytrzymania uderzeń pocisków kalibru 356 mm o wadze 680 kilogramów. Zmiana uzbrojenia artylerii głównej na 16-calowe działa kalibru 406 mm spowodowała, że system ochrony przeciwartyleryjskiej okrętu stanowił odstępstwo od reguły, że opancerzenie pancernika powinno wytrzymywać – rozpatrywane w sposób klasyczny – uderzenia pocisków takiego samego kalibru jakie okręt sam przenosi. W konstrukcji systemu ochrony tego okrętu wykorzystano opracowaną dla potrzeb krążowników ciężkich typu New Orleans nowatorską w latach 30. koncepcję stref odporności. Przy jej wykorzystaniu okręt dysponował strefą odporności przeciwko pociskom kalibru 356 mm zapewniającą ochronę cytadeli z odległości między 17 400 metrów przy uderzeniach pocisków z boku, a 27 400 metrów przy uderzeniach od góry. Natomiast przeciwko ostatecznie wykorzystywanym przez „Washingtona” działom 406 mm z pociskami o wadze 1225 kg, strefa odporności chroniła odpowiednio na dystansach od 19 470 do 25 420 metrów.
Boczne opancerzenie cytadeli stanowił główny pas pancerny ze stali pancernej o grubości 304 mm, oparty na płytach ze stali STS o grubości 19 mm. Pas nachylony był pod kątem 15° z dolną krawędzią skierowaną do wnętrza okrętu. „Washington” otrzymał znacznie lepsze opancerzenie poziome niż poprzednie amerykańskie okręty tej klasy. Jego górny pokład, którego zadaniem było zainicjowanie zapalników spadających pocisków, opancerzony był stalą o grubości 37 mm, podczas gdy niższe pokłady chronić miały żywotne części okrętów przed skutkami wynikłych stąd eksplozji. Drugi pokład zbudowany był ze stali o grubości 127 mm w osi okrętu, w jego bocznych częściach zaś ze stali 140 mm. Trzeci pokład ze stali pancernej o grubości 16 mm w osi i 19 mm po bokach miał zatrzymać odłamki. Wieże artylerii głównej chronione były od czoła 406-milimetrowymi płytami pancernymi, z boku płytami o grubości 251 mm, od tyłu – 300 mm, zaś strop miał grubość 178 mm. Pancerz barbety był zmienny i miał grubość od 373 mm od czoła do 406 mm po bokach. Wieże dział uniwersalnych, podobnie jak ich magazyny, chronione były stalą STS o grubości 50 mm.
System biernej ochrony przeciwtorpedowej został zaprojektowany do wytrzymania podwodnej eksplozji ekwiwalentu 317 kilogramów TNT i składał się z dwóch bąbli przeciwtorpedowych umieszczonych na obu burtach oraz pięciu przedziałów. Dwa zewnętrzne, w tym bąbel, tworzyły puste przestrzenie, podczas gdy dwa kolejne wypełnione były płynem. Konstruując okręt zadbano o zwiększenie zdolności okrętu do przeciwzalewania, co służyć miało zapobieganiu przewróceniu się jednostki, w razie zalania znacznej przestrzeni przedziałów podwodnych. W rezultacie przeprowadzonego 2 lutego 1941 roku eksperymentu z uderzeniem pojedynczej torpedy w śródokręcie ustalono, że rzeczywista wysokość metacentryczna okrętu w wyporności pełnej 44 377 ton wynosiła 2,65 metra.

### Uzbrojenie

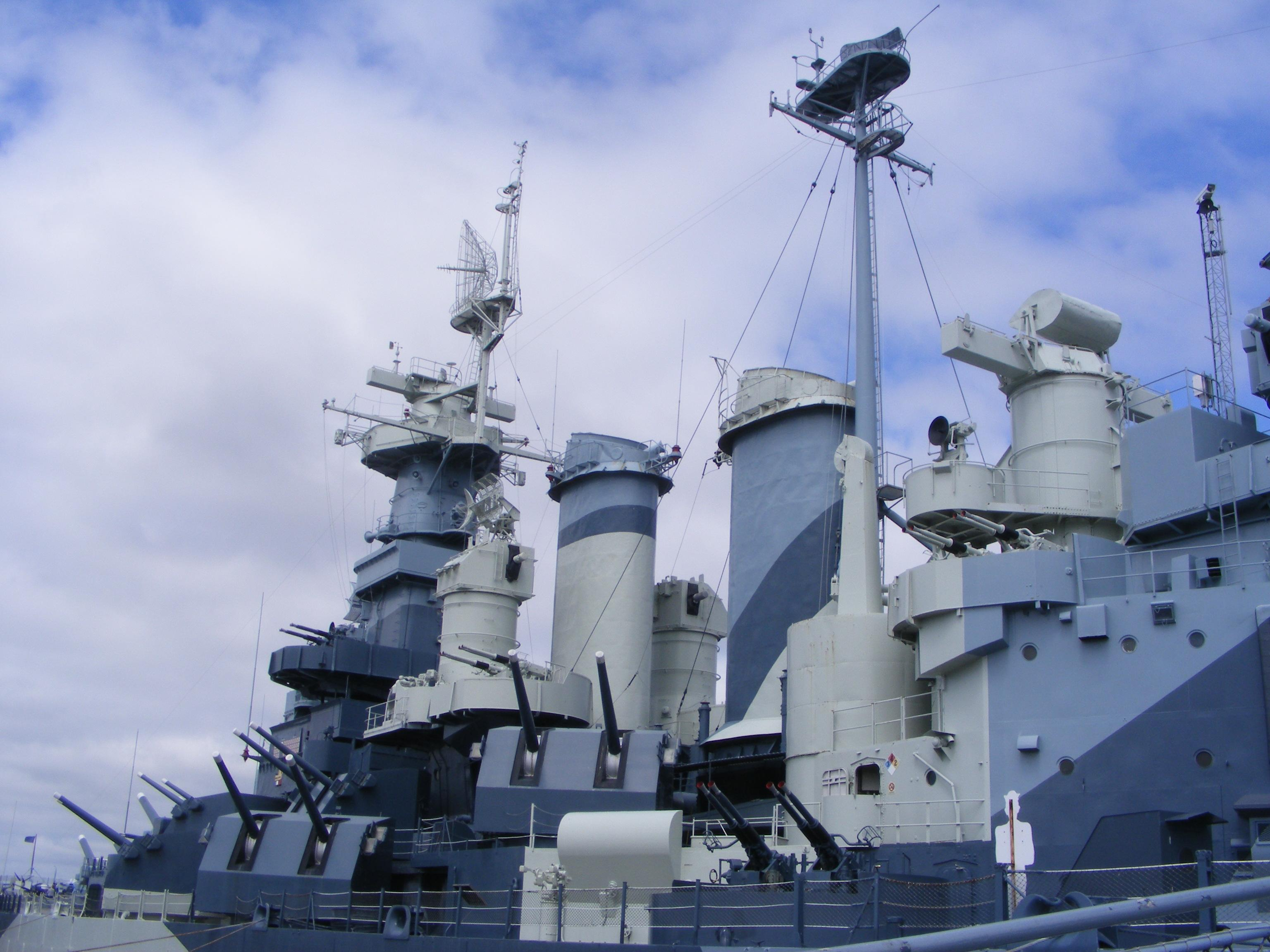
Działa 127 mm L/38 w wieżach podwójnych na bliźniaczej „North Carolinie”

Dwanaście planowanych początkowo do zastosowania dział 356 mm L/50 Mark 11 rozmieszczonych miało być w trzech poczwórnych wieżach, ostatecznie „Washington” otrzymał dziewięć dział 406 mm L/45 Mark 6 w dwóch wieżach w części dziobowej i jednej za nadbudówką. Ich superciężkie pociski o wadze 1225 kg miały co prawda mniejszą prędkość początkową (701 m/s) od 680-kilogramowych pocisków dział 356 mm (823 m/s), zapewniały jednak większą przebijalność, zwłaszcza na dużych dystansach. Zastosowane działa nie miały takiej donośności jak zastosowane na jednostkach typu Iowa działa 406 mm L/50 Mark 7, jednak w czasie budowy pancerników typu North Carolina te ostatnie nie były jeszcze dostępne. Wieże artylerii głównej miały masę od 1403 do 1437 krótkich ton (1273 do 1304 ton metrycznych). Ich prędkość obrotu wynosiła 4° na sekundę, zaś prędkość elewacji (wzniosu) 12° /s. Trzy lufy rozmieszczone zostały w wieżach w odległości 2,97 m od siebie. Cykl odpalenia wynosił 30 sekund, a ciśnienie robocze 2835 kg/cm². Maksymalna donośność tych dział wynosiła 33 740 metrów przy kącie podniesienia lufy 45°.

#### Artyleria pomocnicza
Artylerię pomocniczą „Washingtona” tworzyło 20 powszechnie uznawanych za najlepsze armaty uniwersalne II wojny światowej dział 127 mm L/38 Mark 12 (5" /38), rozmieszczonych w 10 dwulufowych wieżach po obu stronach nadbudówki. Sześć dwudziałowych wież zamontowanych było na głównym pokładzie, pozostałe cztery na pomostach nadbudówki. Zastosowane po raz pierwszy w 1934 roku na niszczycielu USS „Farragut” (DD-348) działo 127 mm L/38 Mk 12 cechowała bardzo duża niezawodność, celność i szybkostrzelność. W 1937 roku działa te stały się po raz pierwszy gotowe do instalacji w zamkniętych wieżach pancerników. Przy dużym kącie podniesienia lufy, skuteczność tych dział w charakterze broni przeciwlotniczej wzrastała wraz z rozwojem pocisków przeciwlotniczych z zapalnikami, zwłaszcza zapalnikami zbliżeniowymi VT. Jednocześnie duże pociski kalibru 127 mm czyniły te działa skutecznymi także w zwalczaniu wielu celów morskich oraz lądowych. Wielkość tych pocisków oraz donośność w pionie 11 340 m /85° i 16 640 m /45° poziomie, zwłaszcza przy zastosowaniu zapalnika VT, powodowały także, że w późniejszym okresie wojny działa 127 mm L/38 stanowiły najskuteczniejszą artylerię przeciwlotniczą w zwalczaniu samolotów kamikaze.

#### Artyleria lekka
Bateria artyleryjska „Washingtona” uzupełniana była przez broń lekką, początkowo w postaci działek 1.1" /75 (27,9 mm) na poczwórnych podstawach oraz chłodzonych wodą pojedynczych karabinów maszynowych M2 kalibru 12,7 mm. W styczniu 1941 roku oba te typy uzbrojenia uznawane były za nieadekwatne dla ówczesnego pola walki morskiej. Poczwórne działka 1.1" (zwane potocznie Chicago Piano) uważane były za zawodne i często zacinające się, a wraz z karabinami Browninga nie zapewniały wystarczającej ochrony przed nisko i szybko lecącymi samolotami.
|             | 40 mm L/56 | 1.1" L/75 | 20 mm L/70 | 12,7 mm |
| ----------- | ---------- | --------- | ---------- | ------- |
| (kwi. 1941) | brak       | 16        | brak       | 12      |
| (gru. 1941) | brak       | 16        | 20         | 12      |
| (cze. 1942) | brak       | 16        | 20         | 28      |
| (gru. 1944) | 60         | brak      | 67         | brak    |
| (sie. 1945) | 60         | brak      | 83         | brak    |
| (lis. 1945) | 60         | brak      | 63         | brak    |

Toteż gdy w styczniu 1942 roku podjęto w Stanach Zjednoczonych licencyjną produkcję szwedzkich działek Boforsa 40 mm; ich amerykańska odmiana oznaczona jako Bofors 40 mm Mk1/Mk2 na poczwórnej podstawie zaczęła zastępować działa 1.1" na amerykańskich okrętach. Karabiny M2 zaczęły być zastępowane przez produkowane na szwajcarskiej licencji pojedyncze działka 20 mm Oerlikon. W ten sposób USS „Washington” (BB-56), który wszedł do służby z 16 działami 1.1", na zakończenie wojny wyposażony był w 60 dział 40 mm Boforsa na poczwórnych podstawach, a 12 karabinów M2 (.50 cala) zastąpio przez 83 Oerlikony.

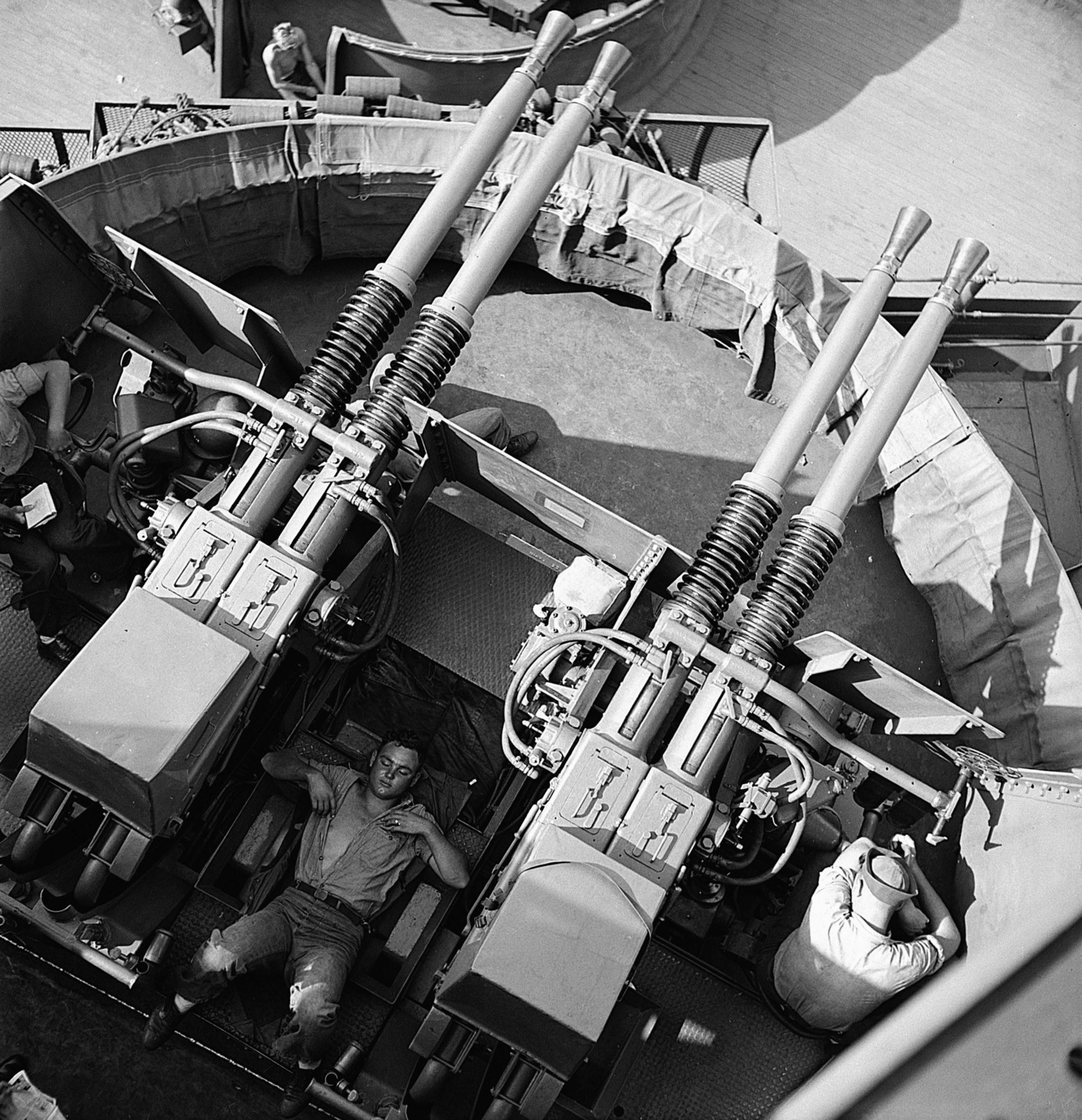
Działo Bofors 40 mm Mk1/Mk2 na poczwórnej podstawie

W odróżnieniu od wielu innych okrętów, wszystkie działa Boforsa zainstalowane zostały na poczwórnych podstawach, w wersji amerykańskiej, z lufami o długości 56 kalibrów, wystrzeliwały pociski 40 mm o masie 0,9 kg na odległość do ok. 10 000 metrów, przy kącie podniesienia 42°. Działa te sterowane były elektrycznie za pomocą układu hydraulicznego i chłodzone wodą. W każdej z par dział Boforsa znajdowało się jedno działo w wersji Mark 1, drugie natomiast w wersji Mark 2, przy czym każda lufa była łatwa do wymiany w razie uszkodzenia.
Bateria artyleryjska była ostatecznie uzupełniona przez 83 działka Oerlikon kal. 20 mm (63 pojedyncze, 16 na podstawach podwójnych oraz 4 na podstawie poczwórnej), które zastąpiły wcześniejsze karabiny 12,7 mm Browninga. Stanowiło to znacznie wyższą liczbę działek tego typu, niż przenoszona przez inne okręty – inne nowoczesne pancerniki amerykańskie przenosiły bowiem średnio 55 Oerlikonów, zaś lotniskowce typu Essex 64. W przeciwieństwie do chłodzonych wodą M2, Oerlikony chłodzone były powietrzem i wystrzeliwały pociski o masie 0,12 kg na odległość do 4390 metrów z prędkością początkową 835–844 m/s. Oerlikony nie były jednak uważane za bardzo skuteczne, zarzucano im zbyt małą wielkość pocisku i zbyt mały zasięg skuteczny, aby na czas dezintegrować atakujący samolot kamikaze. Według popularnej wówczas wśród załóg opinii, „kiedy Oerlikony otwierają ogień, nadszedł czas, aby rzucić się na pokład”.

#### Kontrola ognia

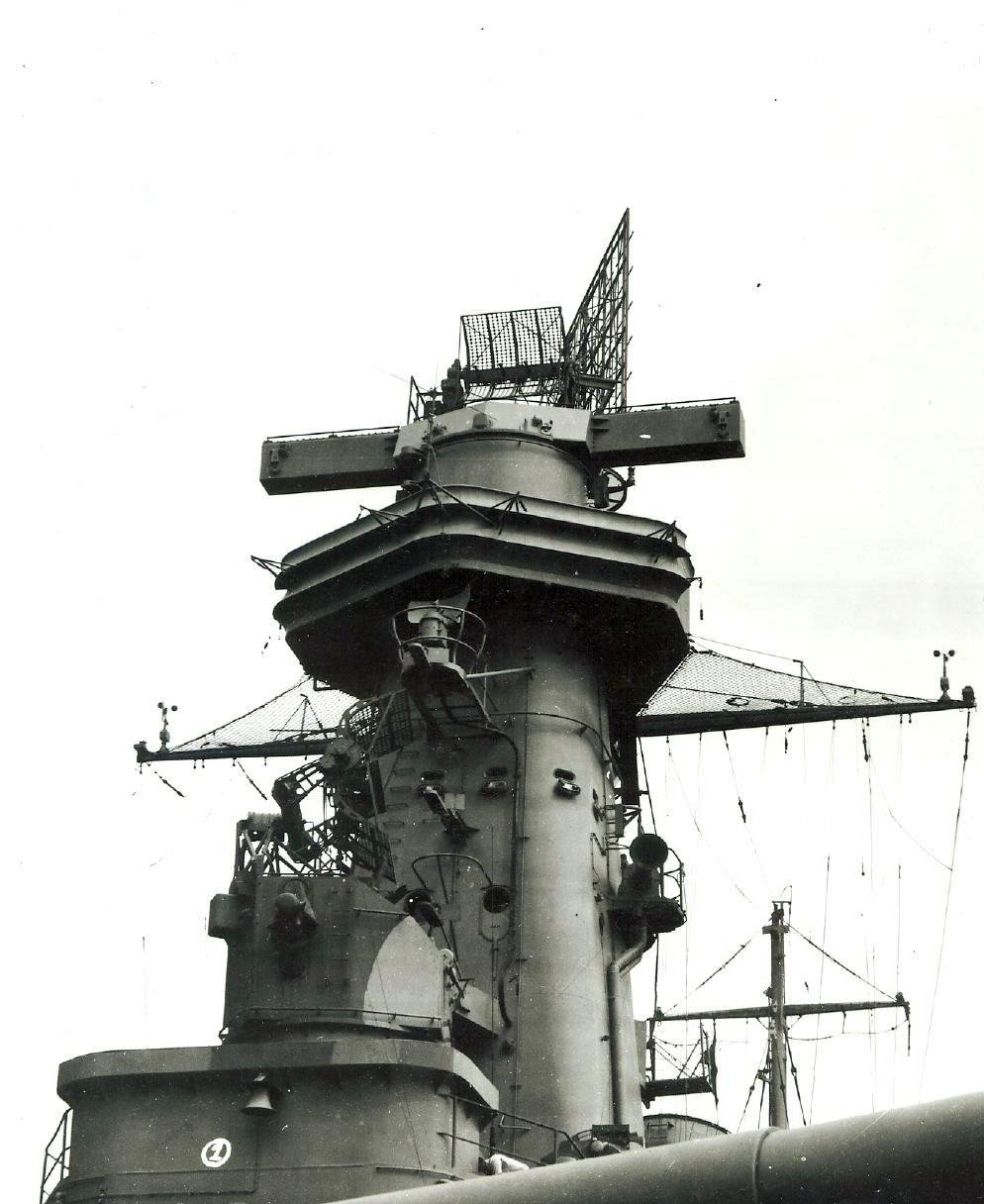
Przedni maszt „Washingtona”, 18 sierpnia 1942 roku w New York Navy Yard, po powrocie z Europy. Zwraca uwagę skierowana ku dziobowi bez możliwości obserwacji przestrzeni za rufą antena radaru SG.

Do końca II wojny światowej kombinacja uniwersalnych dział 127 mm, 40-milimetrowych Boforsów oraz 20-milimetrowych Oerlikonów potwierdziła swoją skuteczność w obronie przeciwlotniczej, z efektywnością zwiększaną przez system kontroli ognia okrętu. „Washington” wszedł do służby bez radaru,  później jednak otrzymywał coraz nowocześniejsze systemy. Za kontrolę ognia odpowiedzialne były systemy kontroli ognia artylerii głównej Mark 38 oraz artylerii średniej Mark 37 i lekkiej (40 mm) Mark 57. Same systemy kontroli ognia wspierane były przez radary kontroli ognia, jak Mark 8. Zainstalowany na okręcie wkrótce po wejściu do służby radar kontroli przestrzeni powietrznej CXAM, zastąpiony został przez radar SK z ulepszonym wyświetlaczem. Układy przeliczników artyleryjskich Mark 37 rozmieszczone były w układzie rombu – nr 1 w przedniej części nadbudówki, nr 2 na bakburcie, nr 3 na sterburcie i nr 4 w tylnej części.
W sierpniu 1942 roku – po powrocie z Europy – „Washington” został wyposażony w najnowocześniejszy wówczas radar przeszukiwania powierzchni SG z wyświetlaczem PPI. Na tym okręcie instalację radaru osobiście nadzorował adm. Willis Lee, wymuszając na Bureau of Ships (BuShips) instalację repetytora radaru na pomoście bojowym, celem uzyskania osobistego wglądu w sytuację taktyczną. Nie zdołał jednak przekonać BuShips do instalacji anteny radaru na szczycie masztu, celem umożliwienia obserwacji w promieniu 360°, co tworzyło martwe pole obserwacji o rozwarciu 30° po obu burtach jednostki i stanowiło istotny mankament okrętu, który miał swoje konsekwencje w trakcie II bitwy pod Guadalcanalem. Okręt otrzymał również wówczas kilka radarów kontroli ognia. Jesienią 1942 roku, staraniem adm. Lee, „Washington” był jednym z nielicznych okrętów, które wyposażone były w bojowe centrum informacyjne (CIC – combat information center), łączące w jednym miejscu informacje z wszystkich sensorów jednostki, co znakomicie zwiększało świadomość sytuacyjną dowodzącego operacją.

### Układ napędowy
Układ napędowy okrętu czerpał z szybkiego rozwoju inżynierii okrętowej, który umożliwił osiągnięcie dużej prędkości maksymalnej. Było to możliwe dzięki zastosowaniu wysokociśnieniowych i wysokotemperaturowych turbin oraz kotłów z przegrzewaczami z zaawansowanym systemem kontroli przegrzanej pary, użytymi po raz pierwszy w niszczycielach typu Mahan, a później w ciężkich krążownikach typu New Orleans.
|           | Zapas normalny | Zapas awaryjny |
| --------- | -------------- | -------------- |
| 15 węzłów | 13 500 mil     | 18 375 mil     |
| 20 węzłów | 8640 mil       | 11 800 mil     |
| 25 węzłów | 4925 mil       | 6700 mil       |
| 27 węzłów | 3456 mil       | 4698 mil       |

W okręcie zainstalowano napęd z podwójną przekładnią redukcyjną, zapewniający moc na wale 121 000 shp, z 8 kotłami Babcock & Wilcox, po dwa kotły w każdej z czterech kotłowni, co umożliwiło całkowicie niezależną od siebie nawzajem pracę z pełną mocą każdego z wałów i śrub. Kotły pracowały z ciśnieniem roboczym 575 psi (40,43 kG/cm²) w temperaturze 850° F (454 °C). Cztery zastosowane turbiny General Electric z przekładniami pracowały z maksymalną prędkością obrotową 5904 rpm i zapewniały maksimum 115 000 shp mocy w normalnej pracy, co przekładało się na prędkość 27,5 węzła przy 199 rpm. Przy przeładowaniu parą jednak możliwe było uzyskanie mocy na wale 121 000 shp przez 2 godziny. Trzystopniowe turbiny wsteczne, pracujące z maksymalną prędkością 3299 rpm, zapewniały moc 32 000 shp. „Washington” miał dwie czteropłatowe śruby wewnętrzne o średnicy 4,67 metra oraz dwie śruby zewnętrzne o średnicy 5,06 metra. Wyposażony był także w dwa stery o powierzchni 28,1 m², które odchylały się maksymalnie 36,5° w każdą stronę. W okręcie zainstalowano także po cztery wysokoprężne turbogeneratory o mocy 1250 kW, cztery generatory o mocy 850 kW i dwa dieslowskie generatory awaryjne o mocy 200 kW. Łączna moc elektryczna prądu przemiennego wynosiła 8400 kW przy napięciu 450 V.

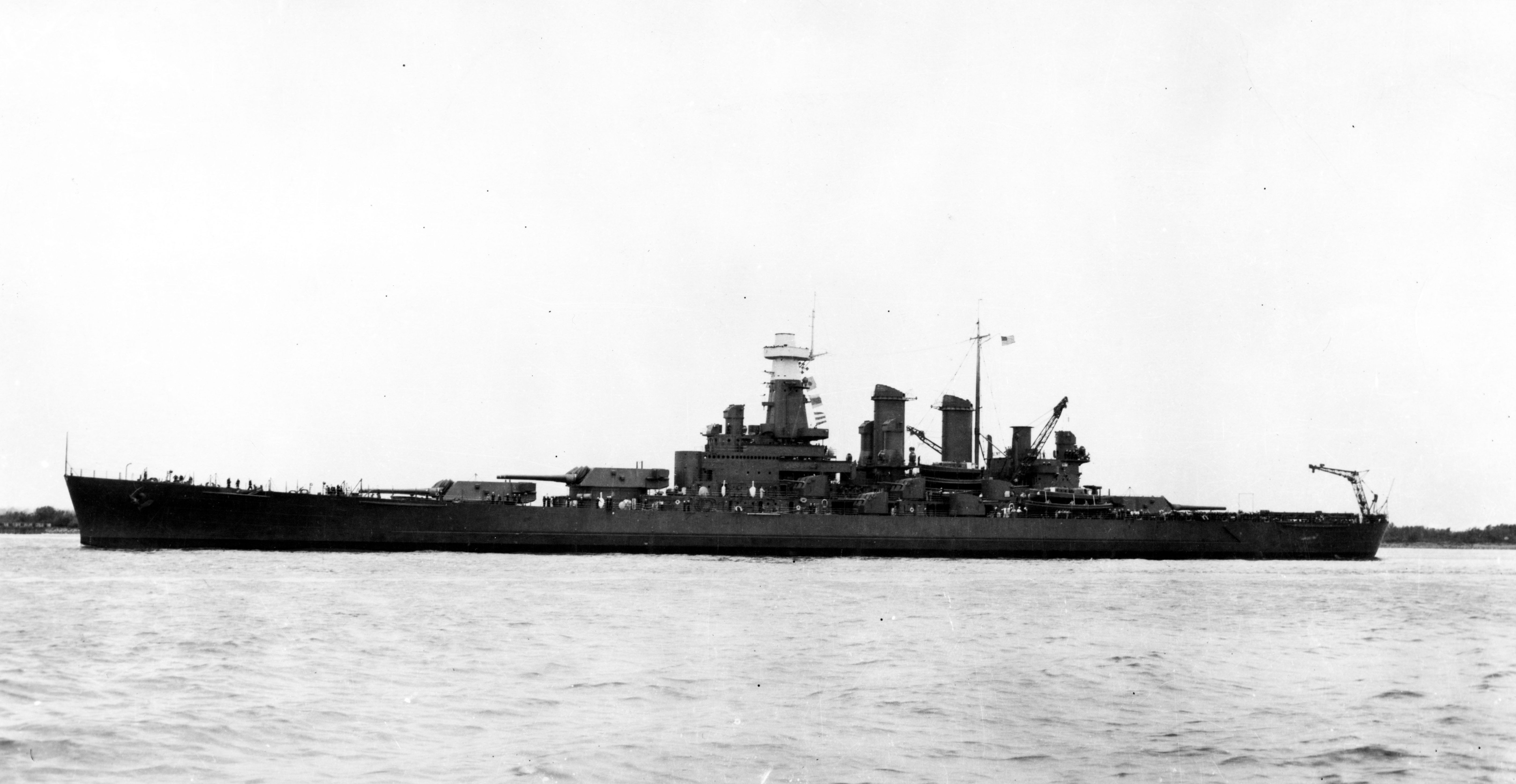
„Washington” w Filadelfii 29 maja 1941 roku, dwa tygodnie po przekazaniu okrętu flocie. Zwraca uwagę brak wyposażenia komunikacyjnego i radarowego na szczycie głównego masztu.

W 1945 roku okręt zabierał 6501 ton paliwa, 697 ton paliwa dla silników wysokoprężnych, 22 tony benzyny i 617,7 tony wody pitnej. Tak skonfigurowany system napędowy i zapasy zapewniały mu nominalny zasięg 17 450 mil morskich przy prędkości 15 węzłów, bądź 5740 mil morskich przy prędkości 25 węzłów. Zasięg rzeczywisty okrętu w 1942 roku przedstawia tabela.

## Służba okrętu
Po zwodowaniu okrętu 1 czerwca 1940 roku w Filadelfii, USS „Washington” (BB-56) został wyposażony w stoczni i 15 maja 1941 roku został przyjęty w skład United States Navy, pod dowództwem commodore Howarda Bensona. Podczas testów stoczniowych, podobnie jak w przypadku jego okrętu bliźniaczego, stwierdzono duże wibracje okrętu, co udało się częściowo zniwelować przez wymianę pędników. Okręt wszedł następnie w skład 6. dywizjonu pancerników w składzie Floty Atlantyku. Razem z „North Caroliną” i lotniskowcem USS „Hornet” (CV-8) operował wówczas na Wschodnim Wybrzeżu i Karaibach.

### Operacje atlantyckie

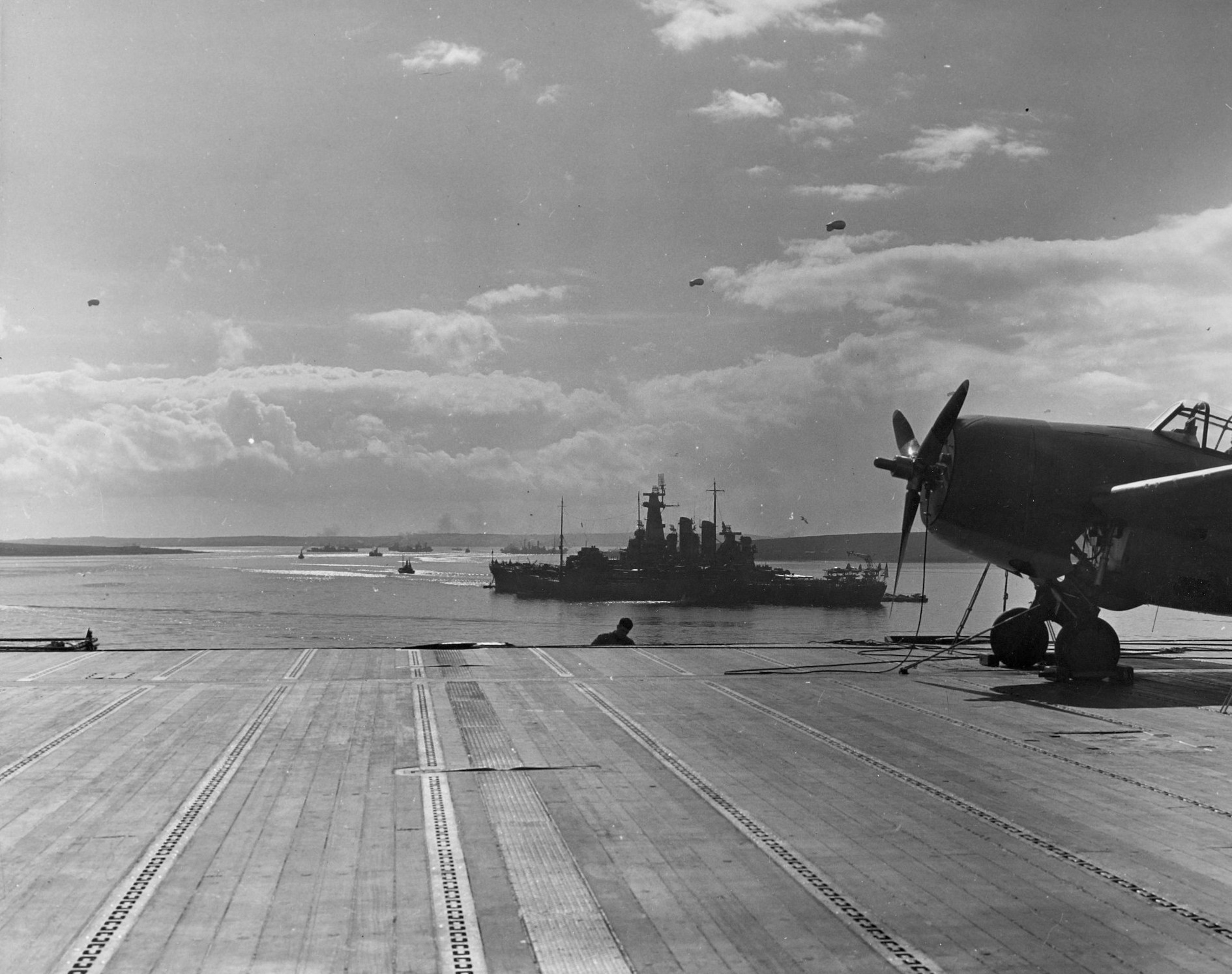
„Washington” w Scapa Flow w składzie brytyjskiej Home Fleet. Na pierwszym planie Grumman F4F Wildcat na pokładzie startowym lotniskowca USS „Wasp” (CV-7)

Po wybuchu – skutkiem japońskiego ataku na Pearl Harbor – wojny na Pacyfiku i wypowiedzeniu Stanom Zjednoczonym wojny przez III Rzeszę, okręt rozpoczął operacje na Atlantyku. 26 marca 1942 roku „Washington” został okrętem flagowym Task Force 39 (TF39) pod dowództwem adm. Johna Wilcoxa i wyłączony spod dowództwa Floty Atlantyku – został wówczas oddany pod kontrolę dowódcy brytyjskiej Home Fleet adm. sir Johna Toveya w Scapa Flow. W drodze na Orkady doszło do wypadku, w którym za burtę okrętu wypadł adm. Wilcox. Mimo podjętej akcji ratunkowej nie udało się go jednak ocalić, przeprowadzone zaś w tej sprawie śledztwo nie było w stanie ustalić przyczyny śmierci admirała. Po wielotygodniowych manewrach z lotniskowcem USS „Wasp” (CV-7), krążownikami USS „Tuscaloosa” i „Wichita” oraz okrętami brytyjskimi, wraz z innymi okrętami „Washington” rozpoczął operacje konwojowe między Islandią a Murmańskiem.

#### Kolizja „King George V”
1 maja 1942 roku, gdy USS „Washington” w gęstej mgle płynął w eskorcie konwoju PQ-15 za rufą HMS „King George V”, brytyjski pancernik zderzył się z HMS „Punjabi”, taranując przeciął go na pół. Wrak brytyjskiego niszczyciela natychmiast zatonął, a eksplodujące po zatonięciu bomby głębinowe we wraku uszkodziły amerykański pancernik, który przepływając nad nim ucierpiał od silnych wstrząsów. Wprawdzie kadłub okrętu nie został naruszony, uszkodzeniu uległy jednak dalmierze artylerii głównej, zaś skutkiem zwarć w jednej z tablic rozdzielczych, okręt utracił część zasilania elektrycznego w przedniej części jednostki. Uszkodzeniu uległy również trzy radary kontroli ognia. Kolizja spowodowała, że uszkodzony „King George V” musiał odłączyć się od konwoju celem przeprowadzenia napraw, zaś „Washington” z rozkazu adm. Toveya opuścił konwój 5 maja kierując się do bazy w Hvalfjörður na Islandii, po czym 3 czerwca powrócił do Scapa Flow. BB-56 kontynuował następnie operacje z Royal Navy do 14 lipca 1942 roku – wziął między innymi udział w tragicznie zakończonym konwoju PQ-17, gdy został jednym z okrętów odwołanych z jego eskorty przez brytyjską Admiralicję. W związku z przygotowywaną przez adm. Ernesta Kinga operacją Watchtower na Pacyfiku, otrzymał w Hvalfjörður rozkaz powrotu wraz z czterema niszczycielami do Stanów Zjednoczonych. Okręt przypłynął do Nowego Jorku, który po rutynowym remoncie w New York Navy Yard – połączonym z instalacją nowego uzbrojenia i radaru SG – opuścił 23 sierpnia 1942 roku udając się na Pacyfik.

### Operacje na Pacyfiku
28 sierpnia pancernik przepłynął Kanał Panamski, a 14 września dotarł do Tongatapu w Polinezji. Następnego dnia wszedł w skład skupionego wokół lotniskowca USS „Hornet” (CV-8), z którym w początkach służby operował na Wschodnim Wybrzeżu, zespołu Task Force 17 (TF17). Tego dnia japoński okręt podwodny I-19 storpedował i zatopił „Waspa”, torpedą tej samej salwy uszkadzając także płynącą w jego eskorcie „North Carolinę”, pozostawiając „Washingtona” jedynym dostępnym amerykańskim pancernikiem na południowym Pacyfiku.

Krążownik przeciwlotniczy USS „Atlanta” (CL-51). Jednostki typu Atlanta były jednymi z najskuteczniejszych w obronie przeciwlotniczej okrętów na Pacyfiku.

#### Kampania na Wyspach Salomona
Tymczasem po amerykańskim zwycięstwie pod Midway, 4–6 czerwca 1942 roku, od 9 sierpnia na południowym Pacyfiku rozwijała się operacja Watchtower – najdłuższa kampania całej wojny na Pacyfiku, związana z pierwszą amerykańską ofensywą tej wojny. Po desancie amerykańskiej 1. dywizji piechoty morskiej na Guadalcanal, Tulagi, Gavutu i Tanambogo, wokół Guadalcanalu rozwinęły się zacięte półroczne walki morskie, lądowe i powietrzne, które szybko przerodziły się w wojnę na wyczerpanie. USS „Washington” został skierowany na południowy Pacyfik, celem uczestnictwa w tej kampanii.

##### Ćwiczenia z „Atlantą”
Ogólne dowództwo kampanii na i wokół Guadalcanalu sprawował wówczas nieporadny i defetystyczny adm. Robert Ghormley, który obawiając się utraty pancernika w ciasnych wodach wokół wyspy, przetrzymywał go bezpiecznie w Tongatapu aż do 7 października, gdy został zreprymendowany przez dowódcę Floty Pacyfiku adm. Chestera Nimitza. Oficerem flagowym był wówczas na okręcie adm. Willis Lee, powszechnie uważany w US Navy za najlepszego specjalistę morskiej walki artyleryjskiej.

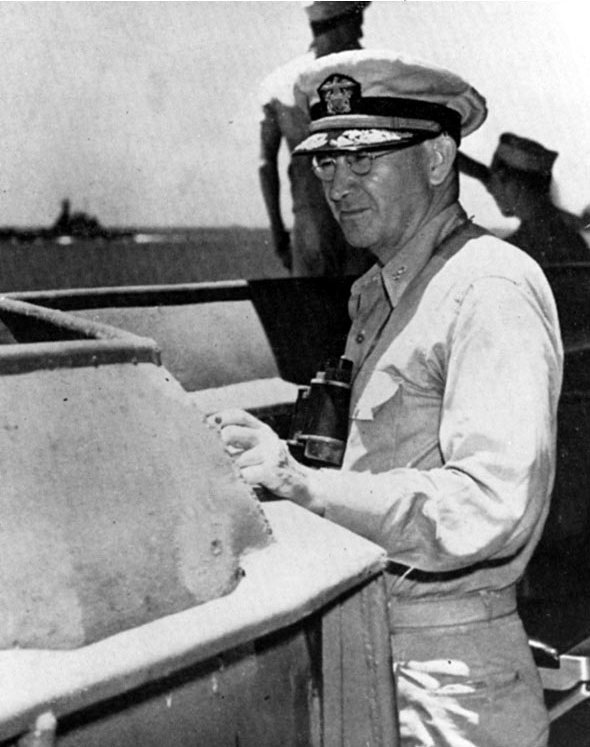
Adm. Willis Lee na pokładzie „Washingtona”. Pięciokrotny złoty medalista olimpijski z 1920 roku w strzelectwie był wysokiej klasy taktykiem i powszechnie uważany był za najlepszego w marynarce specjalistę od morskiej walki artyleryjskiej.

W odróżnieniu od wielu innych wysokich rangą oficerów, adm. Lee rozumiał też działanie radarów, ufał im i był zwolennikiem korzystania z nich w walce. Sam Lee też wymusił instalację w swoim pomoście bojowym repetytora radaru, dającego mu bezpośredni wgląd w sytuację taktyczną. Pod jego dowództwem „Washington” został włączony do służby eskortowej, podczas której okręt ćwiczył z innymi jednostkami. Jedną z nich był nowoczesny krążownik przeciwlotniczy USS „Atlanta” (CL-51). Z rozkazu adm. Lee, „Washington” przeprowadził ćwiczenia strzelania ostrą amunicją swojej artylerii głównej kalibru 406 mm, podczas których za pomocą swoich radarów kierowania ogniem pancernik celował do płynącego w odległości 32 000 metrów krążownika. Elektromechaniczne komputery kierowania ogniem „Washingtona” zostały dla celów tego ćwiczenia skalibrowane w taki sposób, aby ciężkie pociski przeciwpancerne o masie 1225 kg spadały tuż za rufą śledzonej przez radary „Atlanty”. Według relacji świadków na pokładzie krążownika, kolejne salwy burtowe w dużym skupieniu spadały dokładnie w śladzie torowym okrętu przeciwlotniczego.
Po przybyciu „Washingtona” wraz z eskortowanym konwojem do Espiritu Santo na Nowych Hebrydach, okręt znajdował się jeszcze zbyt daleko od Guadalcanalu, aby zaangażować się w walkę z japońskimi pancernikami „Kongō” i „Haruna”, które 14 października przeprowadziły najcięższe bombardowanie artyleryjskie marines podczas całej kampanii. 18 października admirał Nimitz zdymisjonował adm. Ghormleya ze stanowiska dowódcy teatru południowego Pacyfiku, zastępując go znacznie bardziej agresywnym admirałem Williamem Halseyem. USS „Washington” (BB-56) nie wziął jeszcze wprawdzie udziału w wydanej przez adm. Halseya japońskim lotniskowcom wielkiej bitwie pod Santa Cruz 26 października 1942 roku, wraz z pancernikiem „USS South Dakota” (BB-57) znajdował się zbyt daleko na południe, aby wziąć udział w I bitwie pod Guadalcanalem w nocy z 12 na 13 listopada, był już gotowy aby wpłynąć do „Cieśniny Żelaznego Dna” między wyspami Guadalcanal i Florida, nocą z 14 na 15 listopada, z admirałem Lee jako dowódcą zespołu Task Force 64 (TF64) na pokładzie.

##### II bitwa pod Guadalcanalem
Po zakończeniu bitwy pod Santa Cruz, admirał Isoroku Yamamoto postanowił dostarczyć na Guadalcanal żołnierzy z ciężkim ekwipunkiem za pomocą 11 statków w eskorcie pancerników „Hiei” i „Kirishima”, 11 niszczycieli i krążownika „Nagara” dowodzonych przez wadm. Nobutake Kondō. Zespół ten został przechwycony nocą z 12 na 13 listopada przez dowodzony przez kadm. Daniela Callaghana zespół 4 krążowników i 8 niszczycieli. W jednej z najbardziej zaciętych bitew morskich całej wojny na Pacyfiku, w której łącznie po obu stronach zatopiony został pancernik, 2 krążowniki i sześć niszczycieli, a szereg pozostałych okrętów zostało uszkodzonych, Japończycy stracili 7 statków. Mimo strat wadm. Kondō wysłał kolejny zespół okrętów z pancernikiem „Kirishima”, czterema krążownikami i 9 niszczycielami, które ostrzelać miały bronione przez marines lotnisko Henderson Field, podczas gdy 9 innych niszczycieli eskortować miało 4 ocalałe dotąd statki z zaopatrzeniem dla japońskiej 17. Armii na Guadalcanalu. Przeciwko tym siłom japońskim, po stratach w starciu nocą z 12 na 13 listopada, adm. Halsey mógł skierować tylko Task Force 64 admirała Lee, z pancernikami „South Dakota” i „Washington” w eskorcie jedynie 4 niszczycieli.

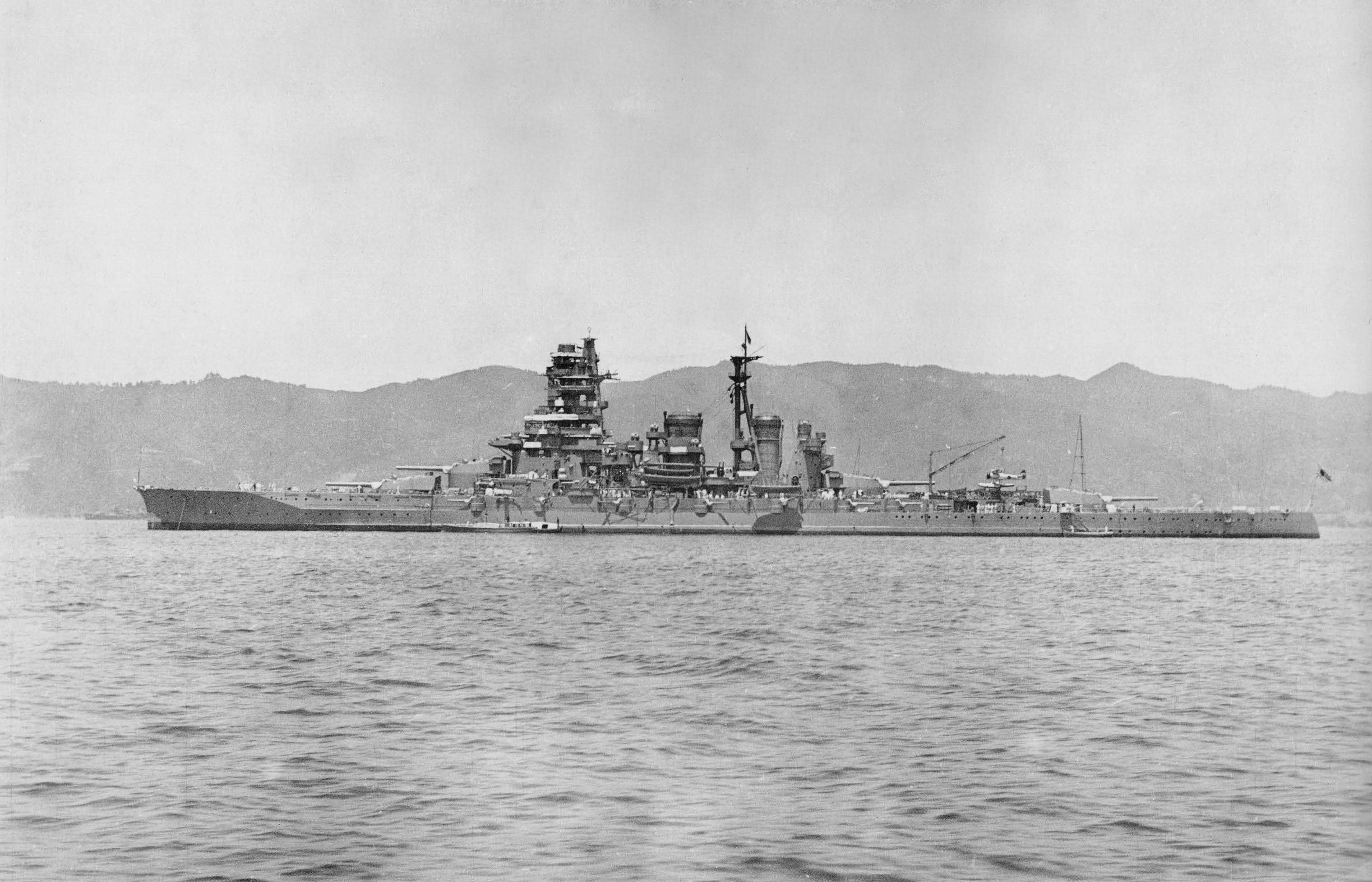
„Kirishima” w 1937 roku

Gdy 14 listopada wieczorem amerykańskie okręty wpłynęły do cieśniny, „South Dakota” pierwsza otworzyła ogień, lecz skutkiem wstrząsu w wywołanego strzałami własnej ciężkiej artylerii doszło do katastrofalnego zwarcia w instalacji elektrycznej okrętu, skutkiem którego pancernik utracił większość zasilania elektrycznego, toteż na niej skupił się ogień japońskich okrętów. Tymczasem płynący w ciemnościach przed nim „Washington”, skutkiem nieprawidłowego umieszczenia radaru SG, w krytycznym momencie nie znał pozycji drugiego amerykańskiego pancernika. Obawiając się otworzyć ogień z baterii swoich najcięższych dział do siostrzanego okrętu, adm. Lee wstrzymywał się z otwarciem własnego ognia, nie potrafiąc odróżnić między własnymi i nieprzyjacielskimi okrętami. Dopiero gdy japońskie okręty oświetliły „South Dakotę” reflektorami, Lee uzyskał potwierdzenie jej pozycji. Dzięki otwarciu przez „Kirishimę” ognia do „South Dakoty” z dział 356 mm, systemy kontroli ognia na „Washingtonie” uzyskały również optyczne potwierdzenie pozycji wrogiego okrętu liniowego. W ciągu kolejnych siedmiu minut, korzystając w ciemnościach z radarowej kontroli ognia, okręt flagowy admirała Lee wystrzelił w „Kirishimę” 27 pocisków 406 mm, których trafienia ciężko uszkodziły i unieruchomiły pancernik przeciwnika. O godzinie 03:25 rano japoński okręt przewrócił się do góry stępką i zatonął. Według przeprowadzonych współcześnie podwodnych badań wraku, „Kirishima” została dwudziestokrotnie trafiona pociskami 406 mm i 18 pociskami 127 mm.

#### Wyspy Gilberta

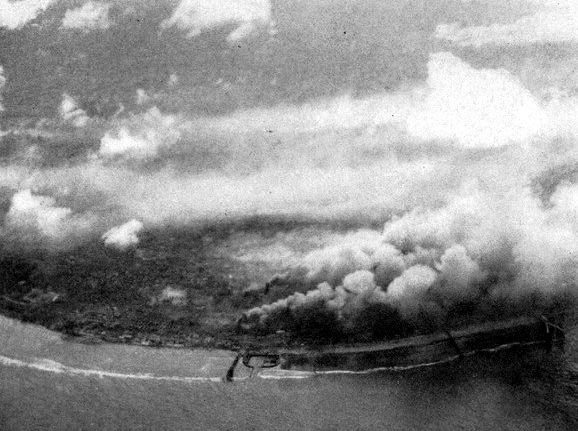
Nauru podczas ostrzału przez „Washingtona” w grudniu 1943 roku

Po starciu z „Kirishimą”, „Washington” uczestniczył w kampanii na Salomonach do kwietnia 1943 roku, po czym udał się na planowy remont do Pearl Harbor. 27 lipca wypłynął do Efate na Nowych Hebrydach, gdzie prowadził szkolenia do 31 października. Dołączył następnie do sił uczestniczących w operacji Galvanic wspierając desant na Wyspy Gilberta, do grudnia tego roku osłaniając lotniskowcowe grupy uderzeniowe. Podczas pierwszej operacji z zastosowaniem taktyki „żabich skoków”, 8 grudnia „Washington” ostrzeliwał japońskie jednostki na wyspie Nauru, po czym wraz z całym zespołem powrócił do Efate. Pod taktycznym dowództwem zespołu sprawowanym przez adm. Lee, współdziałał wówczas w jednym zespole z pancernikami „North Carolina”, „South Dakota”, USS „Indiana” (BB-58), „Massachusetts” (BB-59) i „Alabama” (BB-60). Bombardowanie to nie skończyło się jednak większym sukcesem, gdyż jedynie „Washington” pobrał wcześniej z Pearl Harbor pociski odłamkowo-burzące, pozostałe zaś okręty miały pociski przeciwpancerne.

#### Wyspy Marshalla
Wkrótce potem do Wysp Ellice dotarły pierwsze pancerniki nowego typu Iowa: USS „Iowa” (BB-61) i „New Jersey” (BB-62), które dołączyły do dowodzonego przez adm. Lee zespołu. Okręty osłaniały następnie lotniskowce „Bunker Hill” i „Monterey” w ich ataku na Funafuti. Wkrótce przed inwazją na Kwajalein, wraz z „Massachusetts” i „Indianą”, „Washington” bombardował południową część atolu.

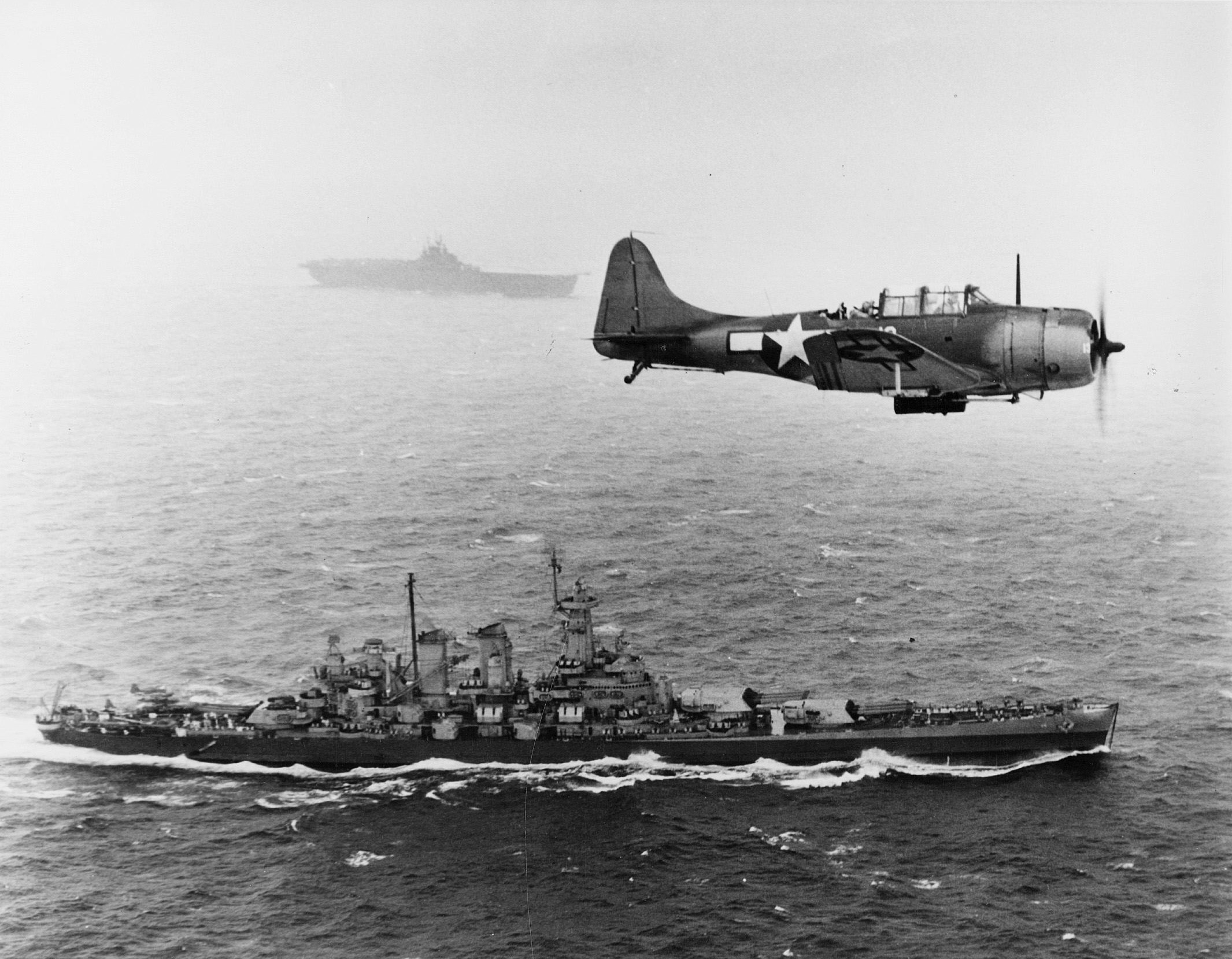
Douglas SBD Dauntless z eskadry VB-16 lotniskowca USS „Lexington” (CV-16) (w tle) nad „Washingtonem”, w czasie inwazji na Wyspy Gilberta

##### Kolizja z „Indianą”
1 lutego 1944 roku o godzinie 04:28 „Washington” operował w formacji, zygzakując z prędkością 19 węzłów. Otrzymał wówczas sygnał z pancernika „Indiana”, że ów opuszcza ugrupowanie celem tankowania niszczycieli. W panującej ciemności na „Washingtonie” dostrzeżono siostrzany pancernik z odległości nie większej niż 1000 metrów, gdy ów wykonał zwrot celem wyjścia z formacji. Mimo awaryjnego odwrócenia ciągu śrub, okręt płynął wciąż z niewielką prędkością gdy uderzył „Indianę” w sterburtę przed jej wieżą numer 3.

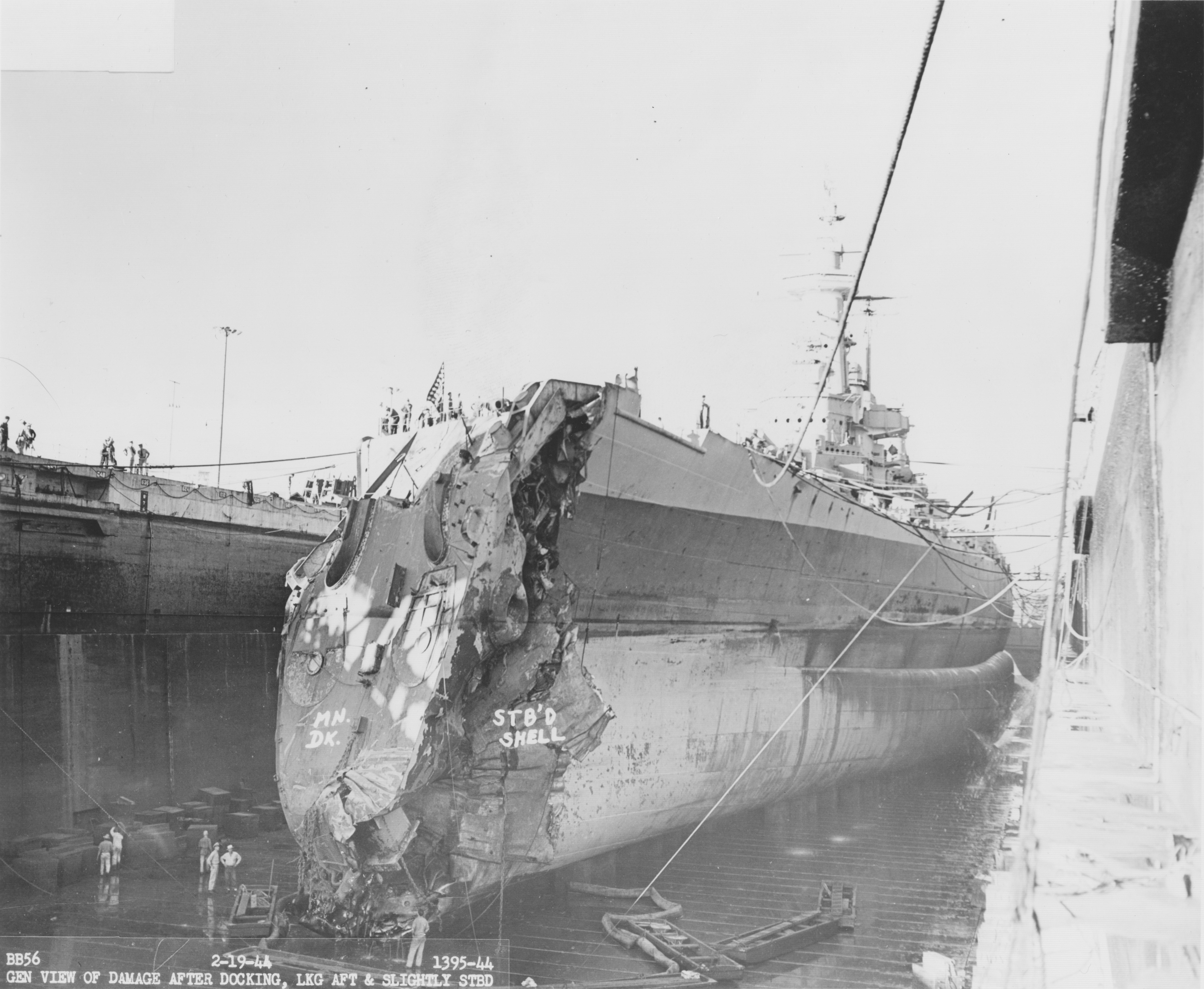
Zmiażdżony w kolizji z „Indianą” dziób „Washingtona”

Uderzenie spowodowało zmiażdżenie dziobu „Washingtona”, z górnym pokładem zwiniętym w dół, okręt zachował jednak integralność wodoszczelną, mimo pewnego przecieku między wręgami 16 i 26. Oba uszkodzone okręty w eskorcie czterech niszczycieli popłynęły z prędkością 6 węzłów do Majuro. Prowizoryczne naprawy okrętu zostały ukończone do 11 lutego, gdy „Washington” popłynął do stoczni Puget Sound na Zachodnim Wybrzeżu celem dokonania generalnego remontu. Po jego ukończeniu, okręt przypłynął ponownie do Majuro 30 maja 1944 roku.
7 czerwca 1944 roku „Washington” wypłynął celem wzięcia udziału w lądowaniu na Marianach. 13 i 14 czerwca z odległości ok. 13 000 metrów (w obawie przed minami) ostrzeliwał nieprzyjacielskie instalacje na Saipanie i Tinian. Bombardowanie to nie było jednak zbyt skuteczne, częściowo z powodu braku doświadczenia w lotniczej koordynacji ostrzału celów lądowych.

#### Bitwa o Mariany
Na pokład „Washingtona” powrócił adm. Lee, który na czas remontu miał swój flagowy sztab na pancernikach „North Carolina” oraz USS „New Jersey” (BB-62). Admirał Lee był jednym z pionierów koncepcji i zastosowania bojowego centrum informacyjnego (Combat Information Center – CIC), jako miejsca gromadzącego informacje ze wszelkich sensorów oraz systemu łączności. Po raz pierwszy wprowadził je na „Washingtonie” już w 1942 roku, gdy rozkazał urządzić je w formie prowizorycznej w swojej kajucie admiralskiej. CIC nie było jednak miejscem jedynie gromadzenia informacji z oddzielnych sensorów, lecz miejscem koordynacji informacji z serii sensorów. Idea ewoluowała z czasem pod wpływem doświadczeń wojennych, prowadząc do osobnych rodzajów CIC dla niszczycieli, lotniskowców, krążowników oraz pancerników, z uwzględnieniem pełnionych przez te klasy okrętów ról i wypełnianych zadań. Do czasu walk na Marianach CIC był już rozwiniętym systemem, który odegrał kluczową rolę w bitwie.

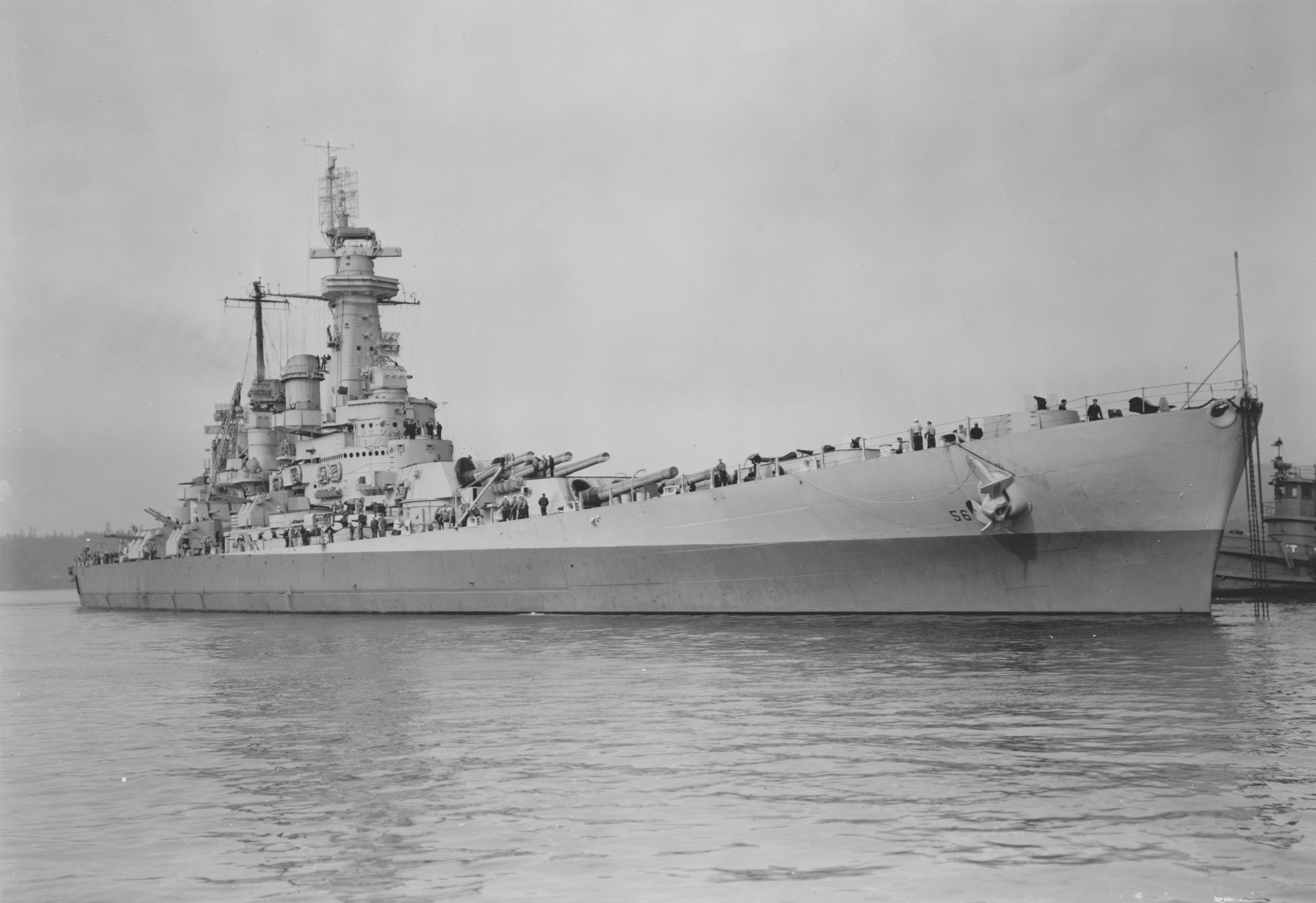
Washington w kwietniu 1944 roku po naprawie uszkodzonego w kolizji dziobu

Kilka dni po bombardowaniu Saipan i Tinian, jako okręt flagowy TF 58.7 wziął udział w bitwie na Morzu Filipińskim. Decyzją admirała Lee, nie doszedł jednak do skutku sugerowany przez dowodzącego operacją adm. Marca Mitshera nocny atak „Washingtona” i reszty zespołu pancerników na japońskie okręty, co wywołało zawód zarówno w dowództwie Piątej Floty, jak i w dowództwie Floty Pacyfiku. Zamiarem admirała Chestera Nimitza było bowiem całkowite zniszczenie w tej bitwie floty japońskiej. Ostatecznie, w zakończonej całkowitą klęską japońskiego lotnictwa pokładowego bitwie, „Washington” z adm. Lee na pokładzie miał tylko marginalny udział, zestrzeliwując dwa japońskie samoloty. Z pokładu okrętu po raz pierwszy użyto wówczas amunicji przeciwlotniczej z zapalnikami zbliżeniowymi VT.

#### Peleliu, Iwo Jima i Okinawa
11 sierpnia „Washington” uzupełnił wraz ze swoim zespołem zaopatrzenie w Eniwetok, po czym z końcem miesiąca wypłynął celem wsparcia w desantu na Peleliu, w tym przez rajd lotniskowców z uderzeniem na Okinawę, północny Luzon i Formozę. Od 5 listopada 1944 do 17 lutego 1945 roku „Washington” uczestniczył w szeroko zakrojonych rajdach lotniskowców od Hongkongu po Tokio.

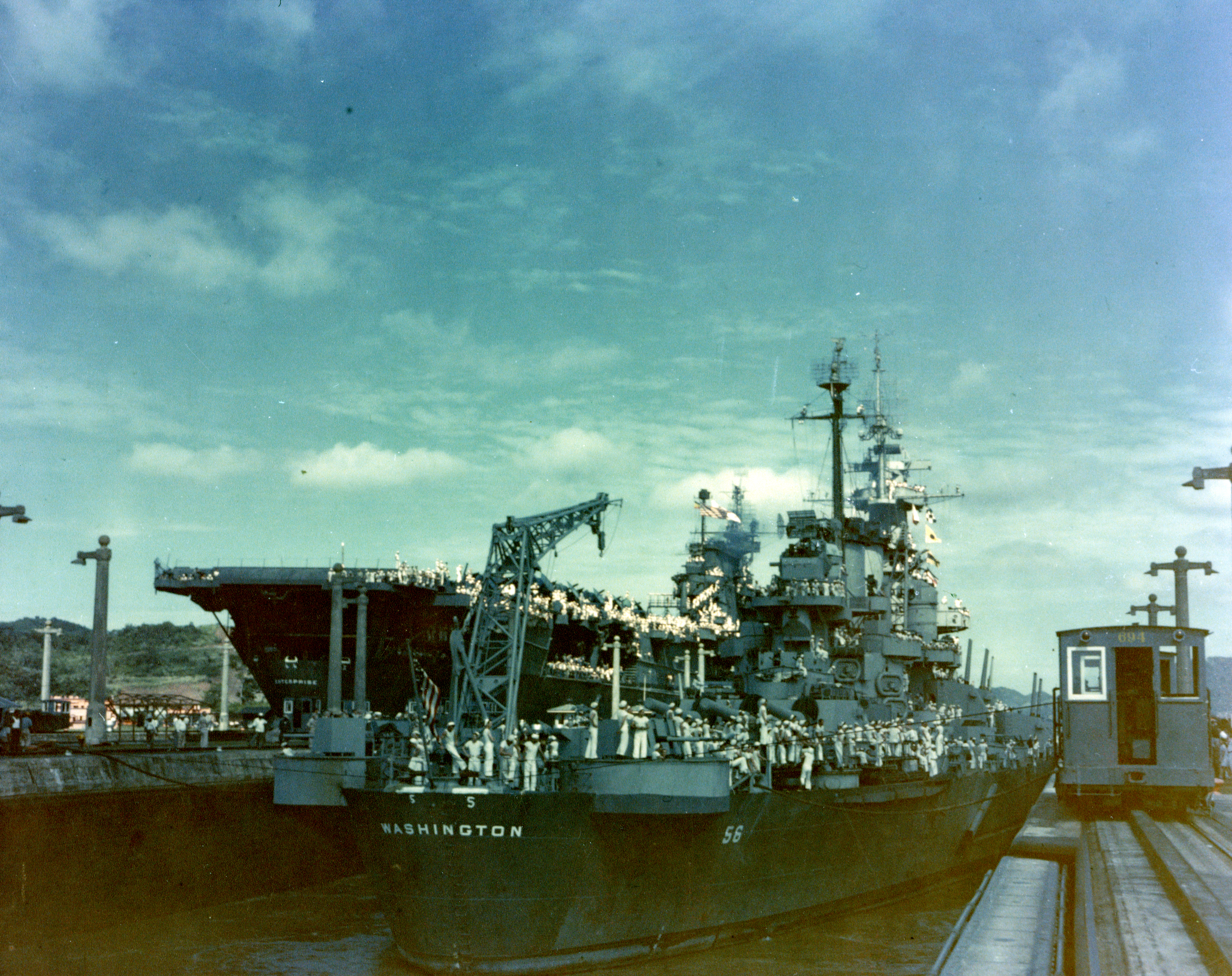
„Washington” przechodzący w towarzystwie lotniskowca USS „Enterprise” (CV-6) przez Kanał Panamski w drodze na Atlantyk

Od 19 do 22 lutego okręt ostrzeliwał japońskie pozycje na wyspie Iwo Jima, po czym do 16 marca wspierał operację lądowania tam. W ramach operacji wspierających, 25 lutego wziął udział w rajdzie lotniskowców na Tokio, zaś 24 marca i 19 kwietnia ostrzeliwał Okinawę, w ramach wsparcia lądowania na wyspie.

### Zakończenie służby
USS „Washington” (BB-56) opuścił zachodni Pacyfik 6 czerwca 1945 roku i 23 czerwca wpłynął do stoczni Puget Sound w stanie Waszyngton. Po przeprowadzeniu rutynowego remontu udał się przez Kanał Panamski na Wschodnie Wybrzeże, docierając 17 października do Filadelfii. Został tam przygotowany do pełnienia funkcji transportowej, po czym 15 listopada wypłynął do Europy z ograniczoną załogą złożoną z 84 oficerów i 835 marynarzy. Po przybyciu do Southampton w Anglii, rozpoczął proces wycofywania żołnierzy amerykańskich ze Starego Kontynentu. Po zakończeniu tego etapu służby okręt został wycofany ze służby operacyjnej i 27 czerwca 1947 roku przeniesiony do rezerwy, pozostając zacumowanym w Bayonne w stanie New Jersey.
Po stwierdzeniu na podstawie badań bliźniaczej „North Caroliny” nieopłacalności modyfikacji pancernika celem przystosowania do pływania z nowoczesnymi lotniskowcami, 1 czerwca 1960 roku USS „Washington” (BB-56) został skreślony z rejestru okrętów United States Navy. 24 maja 1961 roku ostatni amerykański pancernik traktatowy został sprzedany na złom.